# Цвятко Барчовски
Цвятко Барчовски е баскетболист и треньор.
В своята кариера минава през отборите на ЦСКА и Славия. В състава на олимпийския отбор на България стига до 5-о място на олимпийските игри в Мелбърн през 1956 година. През 1957 г. на световните студенски игри в Париж е в отбора ни, спечелил златните медали, а в София на европейско първенство с негово участие националния отбор на България по баскетбол взима сребърните медали. През 1961 г. в Белград отново на европейско първенство взема и бронзов медал като капитан на отбора, а в решителния двубой с Франция е оставен от треньора Темков да изпълнява и неговата функция. Дълги години е капитан на националния тим.
През 1953 г. става шампион на България в състава на „Ударник“ (по-късно „Славия“). Тези успехи му отреждат място и в идеалния отбор на България за периода 1950 – 1959 г. в анкетата по повод 80-годишнината на баскетбола в България.
Като треньор извежда „ЦСКА Септемврийско знаме“ до титлата през 1977 г. В известен период от време ръководи и националния отбор по баскетбол. Цвятко Барчовски приключва треньорската си дейност през 90-те години на миналия век във Видин като треньор на БК „Химик“, когато са едни от най-славните времена за видинския баскетбол. За година и половина той успява да изгради силен отбор, налага дисциплина и стил на игра. Видинските „химици“ побеждават елитните клубове на България – ЦСКА, „Левски“, „Славия“, „Черно море“, „Спартак“ Плевен, Сливен, Ямбол, Ботевград, Черноморец, „Етър“ Велико Търново. През втория си сезон във Видин Цвятко Бърчовски приема поста „Председател на Комитета за физическото възпитание, младежта и спорта“ /КФВМС/ и се налага да прекрати треньорската си кариера. Остава на този пост в продължение на три мандата – от 1992 до 2000 г.
Името му е замесено в тежкия инцидент от дискотека „Индиго“. На 21 декември 2001 година загиват 7 деца, а впоследствие Цвятко Барчовски е осъден условно на 3 години лишаване от свобода за това, че през 1998 г. в качеството си на председател на Комитета по младежта и спорта към Министерски съвет е дал под наем терена, на който се е намирала дискотека „Индиго“.
Женен е за най-добрата българска баскетболистка Ваня Войнова (1934 – 1993). Синът им Росен Барчовски (1960) също е национален баскетболист и треньор. Дъщеря им Ивета също е била национална състезателка, а след това е в „Нефтохимик“.
Внучките му продължават фамилната традиция. По-голямата дъщеря на Росен – Ивета, става шампионка по минибаскетбол, а малката Лора също тренира с оранжевата топка.
На 1 юни 2012 г. Цвятко Барчовски е бил покосен от инсулт, докато е бил на вилата си в Долна Диканя. Синът му го закарва първо в болницата в Перник, където му оказват първа помощ. След това го преместват в София и състоянието му се подобрява.
Почива на 18 юли 2019 г. на 85 г. след тежко боледуване.